# Мері Даєр
Ме́рі Да́єр (1611, Лондон — 1 червня 1660, Бостон) — релігійна мучениця.

## Життєпис
Народилася в Англії, у 1635 році переїхала до Бостона. Їй, квакерці, яка проповідувала неприйнятні для пуританської верхівки Бостона ідеї, заборонили повертатися до міста під загрозою смерті. Коли ж вона повернулася, її заарештували й привселюдно повісили 1 червня 1660 року.